# Nadin Schley
Nadin Schley (* 11. September 1978 auf der Insel Rügen) ist eine deutsche Journalistin, Herausgeberin und Autorin. Sie ist bekannt für ihre Arbeiten zu Armutsforschung, sozialen Themen und weiblicher Sexualität sowie für die Gründung der Zeitschrift Perfumed Garden.

## Leben und Wirken
- Geboren am 11. September 1978 auf der Insel Rügen.
- Studium der Romanistik und Germanistik in Berlin und Madrid.

- Absolvierte anschließend ein Journalistenstudium sowie eine Ausbildung im Bereich "Blattmache" an der Berliner Journalistenschule.

- 2,5 Jahre bis 2014 in Neu-Delhi im Rahmen eines Travel-Journalismus-Projekts.

- Weitere Stationen in Madrid und Mexiko.

- Tätigkeit für ein sicherheitspolitisches Magazin der Bundeswehr AUFTRAG.

- Langjährige Chefredakteurin der Obdachlosenzeitschrift strassenfeger.

- Rekrutierung durch die RTL Mediengruppe als Autorin mit Fokus auf Armutsthemen.

- Herausgabe eigener Publikationen seit 2020, insbesondere der Zeitschrift Perfumed Garden, mit dem Ziel, Zensur weiblicher Sexualität entgegenzuwirken. Perfumed Garden wird als Plattform beschrieben, die feministischen Denkanstöße, Sexualitätsthemen und soziale Gerechtigkeit sichtbar machen soll.

- Ihre Arbeiten befassen sich mit Armutsfragen, gesellschaftlicher Ausgrenzung und(Mainstream-)Medienkritik.

### Auszeichnungen
- European Publishing Award (2024) für das Projekt Perfumed Garden.